# Conte
Conte är en kort berättelse på vers eller prosa. På franska kan ordet betyda såväl saga som novell.
Ordet är känt från 1100-talet som beteckning för litteratur. I franskan har den en betydligt vidare betydelse än i svenskan och har genom århundradena används om nästan alla slags berättelser, som medeltidens uppbyggelseberättelser contes dévots fram till författare som Anatole France och Alphonse Daudet med sin "Contes du lundi" och Guy de Maupassant med "Contes et nouvelles". Man kan dock även i franskan märka en tendens till litteraturhistorisk specialbetydelse liksom i svenskan. Till omkring 1300 var conte ungefär detsamma som folksaga, nationaliserades sedan långsamt och blev en fortsättning av fabeln under påverka av den italienska novellen. Conten fick i franskan en särskilt spirituell form. Genom författare som François Rabelais, Jean de La Fontaine och Voltaire utvecklades den till en specifik fransk litteraturform, och de fick hundratals efterföljare.
I svensk 1700-talslitteratur odlades med förkärlek conten. La Fontaine översattes av Samuel von Triewald och Olof von Dalin. Johan Gabriel Oxenstierna, Johan Henric Kellgren, Carl Gustaf af Leopold och  Anna Maria Lenngren odlade alla conten. Senare gjorde lärjungen till Anatole France Hjalmar Söderberg conten på nytt populär i Sverige.